# Schwetschkeopsis formosana
Schwetschkeopsis formosana là một loài Rêu trong họ Fabroniaceae. Loài này được Nog. mô tả khoa học đầu tiên năm 1951.